# Жанаталап (Хобдинський район)
Жанатала́п (каз. Жаңаталап) — село у складі Хобдинського району Актюбінської області Казахстану. Входить до складу Терісакканського сільського округу.
У радянські часи село називалось Астрахановський або Астрахановка.
Населення — 313 осіб (2021; 492 у 2009, 872 у 1999, 885 у 1989).